# 费泰尔讷
费泰尔讷（法語：Féternes，法語發音：[fetɛʁn]）是法国上萨瓦省的一个市镇，属于托农莱班区。

## 地理
费泰尔讷（46°21'12"N, 6°33'47"E）面积14.31 平方千米，位于法国奥弗涅-罗讷-阿尔卑斯大区上萨瓦省，该省份为法国东部省份，历史上为薩伏依的一部分，北与瑞士接壤，西接安省，南至萨瓦省，东与瑞士和意大利接壤。
与费泰尔讷接壤的市镇（或旧市镇、城区）包括：尚庞日、阿尔穆瓦、拉兰日、马兰、雷夫罗、万济耶。

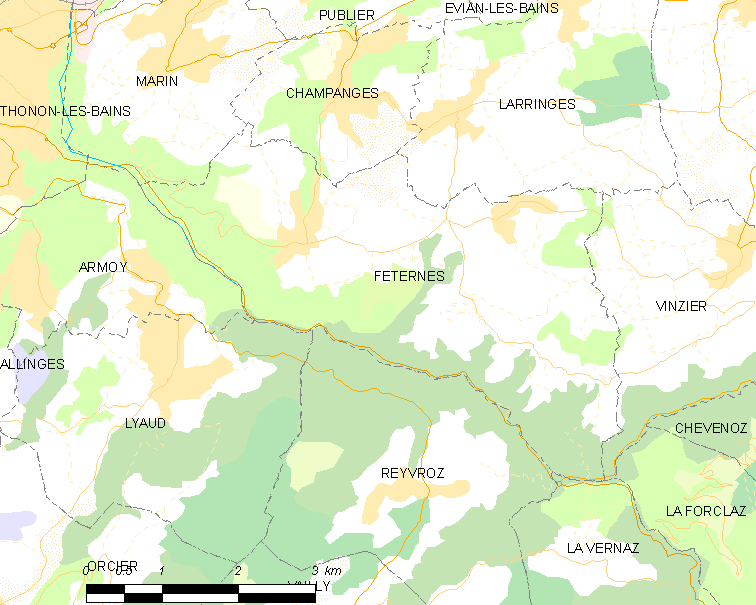
费泰尔讷的OSM定位图

费泰尔讷的时区为UTC+01:00、UTC+02:00（夏令时）。

## 行政
费泰尔讷的邮政编码为74500，INSEE市镇编码为74127。

## 政治
费泰尔讷所属的省级选区为埃维昂莱班县。

## 人口

1962-2008年间费泰尔讷人口变化图示

费泰尔讷于2022年1月1日时的人口数量为1520人。